# منتخب أيرلندا لاتحاد الرغبي
منتخب أيرلندا الوطني لاتحاد الرغبي هو ممثل جزيرة أيرلندا الرسمي في المنافسات الدولية في اتحاد الرغبي . تأسس في 15 فبراير 1875.

## وصلات خارجية
- الموقع الرسمي